# Cilavegna
Cilavegna är en ort och kommun i provinsen Pavia i regionen Lombardiet i Italien. Kommunen hade 5 475 invånare (2018).